# Curling-Europameisterschaft 1994
Die Curling-Europameisterschaft 1994 der Männer und Frauen fand vom 4. bis 10. Dezember in Sundsvall in Schweden statt.

## Turnier der Männer

### Teilnehmer

#### Gruppe A
| Dänemark | Deutschland                                                                                                   | England | Finnland |
| --- | --- | --- | --- |
| Skip: Gert Larsen Third: Oluf Olsen Second: Michael Harry Lead: Henrik Jakobsen Alternate: Tom Nielsen                | Skip: Andreas Kapp Third: Ulrich Kapp Second: Oliver Axnick Lead: Michael Schäffer Alternate: Holger Höhne    | Skip: Alistair Burns Third: Andrew Hemming Second: Neil Hardie Lead: Phil Atherton Alternate: Stephen Watt               | Skip: Tomi Rantamäki Third: Jussi Uusipaavalniemi Second: Jussi Heinonsalo Lead: Markku Henttonen Alternate: Pekka Saarelainen |
| Frankreich | Luxemburg | Niederlande | Norwegen |
| Skip: Thierry Mercier Third: Christophe Boan Second: Patrick Philippe Lead: Gerard Ravello Alternate: Lionel Tournier | Skip: Hanjörg Bless Third: Dave Davidson Second: Nico Schweich Lead: Thomas Ruhstaller Alternate: Bo Kleimann | Skip: Wim Neeleman Third: Floris van Imhoff Second: Rob Vilain Lead: Erik A van der Zwan Alternate: Jeroen Van Dillewijn | Skip: Eigil Ramsfjell Third: Jan Thoresen Second: Tore Torvbråten Lead: Anthon Grimsmo Alternate: Sjur Loen                    |
| Schweden | Schweiz | Schottland | Wales |
| Skip: Mikael Hasselborg Third: Hans Nordin Second: Lars Vågberg Lead: Stefan Hasselborg Alternate: Lars-Åke Nordström | Skip: Hansjörg Lips Third: Stefan Luder Second: Peter Lips Lead: Rico Simen Alternate: Björn Schröder         | Skip: Hammy McMillan Third: Norman Brown Second: Mike Hay Lead: Roger McIntyre Alternate: Gordon Muirhead                | Skip: Adrian Meikle Third: John Hunt Second: Jamie Meikle Lead: Hugh Meikle                                                    |

#### Gruppe B
| Belgien | Bulgarien | Italien | Österreich |
| --- | --- | --- | --- |
| Skip: Didier Plasschaert Third: Walter Verbueken Second: Philippe Hauptmann Lead: Jean-Pierre Collignon Alternate: Yannick Renggli | Skip: Lubomir Velinov Third: Ivaylo Petrov Second: Bojidar Momerin Lead: Stanimir Petrov Alternate: Ianari Eftimov | Skip: Claudio Pescia Third: Gian Paolo Zandegiacomo Second: Valter Bombassei Lead: Davide Zandiegiacomo Alternate: Diego Bombassei | Skip: Alois Kreidl Third: Thomas Wieser Second: Stefan Salinger Lead: Richard Obermoser Alternate: Dieter Küchenmeister |
| Russland | Tschechien | Ungarn | |
| Skip: Igor Minin Third: Jury Shouliko Second: Denis Antonik Lead: Aleksander Kolesnikov Alternate: Dmitrii Melnikov                | Skip: Radek Klima Third: Tomas Klima Second: Milos Plzak Lead: Robert O’Leary Alternate: Radek Zdarsky             | Skip: Barna Kereszi Third: Tibor Timar Second: Peter Fenyves Lead: Attila Bana Alternate: István Siági                             | |

### Round Robin

#### Gruppe A 1
| Schlüssel | Schlüssel             |
| --------- | --------------------- |
|           | Viertelfinale         |
|           | Challenge Play-off    |
|           | Tie-Breaker um Rang 5 |

| Draw | Begegnung               | Resultat | Begegnung                | Resultat | Begegnung              | Resultat |
| ---- | ----------------------- | -------- | ------------------------ | -------- | ---------------------- | -------- |
| 1    | Schottland – Schweden   | 7-2      | Norwegen – Deutschland   | 10-6     | Finnland – Luxemburg   | 8-5      |
| 2    | Schweden – Finnland     | 10-4     | Schottland – Deutschland | 10-2     | Norwegen – Luxemburg   | 11-4     |
| 3    | Deutschland – Finnland  | 13-6     | Schweden – Luxemburg     | 10-3     | Schottland – Norwegen  | 5-4      |
| 4    | Deutschland – Luxemburg | 9-4      | Norwegen – Schweden      | 8-7      | Schottland – Finnland  | 11-3     |
| 5    | Luxemburg – Schottland  | 7-63     | Norwegen – Finnland      | 5-3      | Schweden – Deutschland | 6-4      |

| Platz | Team        | Spiele | Siege | Ndlg. |
| ----- | ----------- | ------ | ----- | ----- |
| 1.    | Schottland  | 5      | 4     | 1     |
| 2.    | Norwegen    | 5      | 4     | 1     |
| 3.    | Schweden    | 5      | 3     | 2     |
| 4.    | Deutschland | 5      | 2     | 3     |
| 5.    | Finnland    | 5      | 1     | 4     |
| 6.    | Luxemburg   | 5      | 1     | 4     |

#### Tie Breaker
| Spiel     | Begegnung           | Resultat |
| --------- | ------------------- | -------- |
| um Rang 5 | Finnland -Luxemburg | 7-4      |

#### Gruppe A 2
| Schlüssel | Schlüssel             |
| --------- | --------------------- |
|           | Viertelfinale         |
|           | Challenge Play-off    |
|           | Tie-Breaker um Rang 5 |

| Draw | Begegnung             | Resultat | Begegnung              | Resultat | Begegnung                | Resultat |
| ---- | --------------------- | -------- | ---------------------- | -------- | ------------------------ | -------- |
| 1    | Frankreich – Dänemark | 8-4      | Schweiz – Niederlande  | 9-4      | England – Wales          | 7-6      |
| 2    | Dänemark – England    | 7-4      | Schweiz – Frankreich   | 7-4      | Niederlande – Wales      | 8-5      |
| 3    | Schweiz – England     | 7-3      | Wales – Dänemark       | 8-5      | Niederlande – Frankreich | 8-6      |
| 4    | Wales – Schweiz       | 5-3      | Dänemark – Niederlande | 7-3      | England – Frankreich     | 3-2      |
| 5    | Frankreich – Wales    | 5-3      | Niederlande -England   | 6-4      | Schweiz – Dänemark       | 6-5      |

| Platz | Team        | Spiele | Siege | Ndlg. |
| ----- | ----------- | ------ | ----- | ----- |
| 1.    | Schweiz     | 5      | 4     | 1     |
| 2.    | Niederlande | 5      | 3     | 2     |
| 3.    | Wales       | 5      | 2     | 3     |
| 4.    | England     | 5      | 2     | 3     |
| 5.    | Dänemark    | 5      | 2     | 3     |
| 6.    | Frankreich  | 5      | 2     | 3     |

#### Tie Breaker
| Spiel       | Begegnung             | Resultat |
| ----------- | --------------------- | -------- |
| um Rang 3-6 | Wales – Frankreich    | 6-5      |
| um Rang 3-6 | England – Dänemark    | 7-5      |
| um Rang 5   | Dänemark – Frankreich | 10-3     |
| um Rang 3   | Wales – England       | 11-3     |

#### Gruppe B
| Schlüssel | Schlüssel          |
| --------- | ------------------ |
|           | Challenge Play-off |

| Draw | Begegnung               | Resultat | Begegnung              | Resultat | Begegnung            | Resultat |
| ---- | ----------------------- | -------- | ---------------------- | -------- | -------------------- | -------- |
| 1    | Österreich – Ungarn     | 8-7      | Italien – Belgien      | 9-6      | Bulgarien – Russland | 10-8     |
| 2    | Österreich – Tschechien | 8-5      | Belgien – Ungarn       | 12-6     | Italien – Bulgarien  | 9-1      |
| 3    | Österreich – Russland   | 10-8     | Italien – Ungarn       | 10-5     | Tschechien – Belgien | 10-7     |
| 4    | Tschechien – Ungarn     | 12-7     | Österreich – Bulgarien | 8-4      | Belgien – Russland   | 10-3     |
| 5    | Tschechien – Russland   | 6-3      | Italien – Österreich   | 6-1      | Ungarn – Bulgarien   | 9-4      |
| 6    | Italien – Russland      | 6-3      | Tschechien – Bulgarien | 7-6      | Österreich – Belgien | 7-4      |
| 7    | Bulgarien – Belgien     | 7-5      | Ungarn – Russland      | 12-4     | Tschechien – Italien | 6-3      |

| Platz | Team       | Spiele | Siege | Ndlg. |
| ----- | ---------- | ------ | ----- | ----- |
| 1.    | Österreich | 6      | 5     | 1     |
| 2.    | Italien    | 6      | 5     | 1     |
| 3.    | Tschechien | 6      | 5     | 1     |
| 4.    | Belgien    | 6      | 2     | 4     |
| 5.    | Bulgarien  | 6      | 2     | 4     |
| 6.    | Ungarn     | 6      | 2     | 4     |
| 7.    | Russland   | 6      | 0     | 6     |

#### Tie Breaker
| Spiel     | Begegnung               | Resultat |
| --------- | ----------------------- | -------- |
| um Rang 1 | Österreich – Tschechien | 7-2      |
| um Rang 2 | Italien – Tschechien    | 7-3      |

#### Challenge Play-off
Die Sieger stehen im Viertelfinale, die Verlierer spielen um Rang 11.
| Spiel | Begegnung                | Resultat |
| ----- | ------------------------ | -------- |
|       | Deutschland – Österreich | 7-2      |
|       | England – Italien        | 9-5      |

### Play-off

#### Um Rang 1–4
|  | Viertelfinale | Viertelfinale | Viertelfinale |  |  | Halbfinale | Halbfinale | Halbfinale |  |  | Finale           | Finale           | Finale           |
|  |               |               |               |  |  |            |            |            |  |  |                  |                  |                  |
|  |               | Schottland    | 6             |  |  |            |            |            |  |  |                  |                  |                  |
|  |               | England       | 4             |  |  |            |            |            |  |  |                  |                  |                  |
|  |               |               |               |  |  |            | Schottland | 3          |  |  |                  |                  |                  |
|  |               |               |               |  |  |            | Schweden   | 1          |  |  |                  |                  |                  |
|  |               | Schweden      | 6             |  |  |            |            |            |  |  |                  |                  |                  |
|  |               | Niederlande   | 5             |  |  |            |            |            |  |  |                  |                  |                  |
|  |               |               |               |  |  |            |            |            |  |  |                  | Schottland       | 4                |
|  |               |               |               |  |  |            |            |            |  |  |                  | Schweiz          | 2                |
|  |               | Schweiz       | 7             |  |  |            |            |            |  |  |                  |                  |                  |
|  |               | Deutschland   | 3             |  |  |            |            |            |  |  |                  |                  |                  |
|  |               |               |               |  |  |            | Schweiz    | 6          |  |  |                  |                  |                  |
|  |               |               |               |  |  |            | Norwegen   | 4          |  |  | Spiel um Platz 3 | Spiel um Platz 3 | Spiel um Platz 3 |
|  |               | Norwegen      | 11            |  |  |            |            |            |  |  |                  | Schweden         | 9                |
|  |               | Wales         | 2             |  |  |            |            |            |  |  |                  | Norwegen         | 6                |

#### Um Rang 5–8
|  | Halbfinale | Halbfinale  | Halbfinale |  |             | Spiel um Rang 5 | Spiel um Rang 5 | Spiel um Rang 5 |
|  |            |             |            |  |             |                 |                 |                 |
|  |            |             |            |  |             |                 |                 |                 |
|  |            | Deutschland | 8          |  |             |                 |                 |                 |
|  |            | Wales       | 4          |  |             |                 |                 |                 |
|  |            |             |            |  | Deutschland | 9               |                 |                 |
|  |            |             |            |  |             | England         | 7               |                 |
|  |            | England     | 9          |  |             |                 |                 |                 |
|  |            | Niederlande | 2          |  |             | Spiel um Rang 7 | Spiel um Rang 7 | Spiel um Rang 7 |
|  |            |             |            |  |             | 3               | Wales           | 7               |
|  | 4          | Niederlande | 1          |  |             |                 |                 |                 |
|  |            |             |            |  |             |                 |                 |                 |

#### Platzierungsspiele
| Spiel      | Begegnung            | Resultat |
| ---------- | -------------------- | -------- |
| um Rang 9  | Finnland – Dänemark  | 8-2      |
| um Rang 11 | Italien – Österreich | 10-4     |

### Endstand
Die ersten 12 spielen 1995 in der Gruppe A
| Platz | Land        |
| ----- | ----------- |
| 1     | Schottland  |
| 2     | Schweiz     |
| 3     | Schweden    |
| 4     | Norwegen    |
| 5     | Deutschland |
| 6     | England     |
| 7     | Wales       |
| 8     | Niederlande |
| 9     | Finnland    |
| 10    | Dänemark    |
| 11    | Italien     |
| 12    | Österreich  |
| 13    | Frankreich  |
| 13    | Luxemburg   |
| 15    | Tschechien  |
| 16    | Belgien     |
| 16    | Bulgarien   |
| 16    | Ungarn      |
| 19    | Russland    |

## Turnier der Frauen

### Teilnehmer

#### Gruppe A
| Dänemark | Deutschland | England | Finnland |
| --- | --- | --- | --- |
| Skip: Helena Blach Lavrsen Third: Dorthe Holm Second: Margit Pörtner Lead: Helene Jensen Alternate: Lisa Richardson        | Skip: Andrea Schöpp Third: Monika Wagner Second: Natalie Nessler Lead: Christina Haller Alternate: Heike Schwallert          | Skip: Joan Reed Third: Venetia Scott Second: Moira Davison Lead: Irene Laidler                                                     | Skip: Terhi Aro Third: Sirpa Tiitinen Second: Raili Tikkanen Lead: Aino Kähkönen Alternate: Pirjo Ylönen      |
| Frankreich | Italien | Niederlande | Norwegen |
| Skip: Brigitte Lamy Third: Jocelyn Cault-Lhenry Second: Gaetane Bibollet Lead: Brigitte Collard Alternate: Laurence Prunet | Skip: Ann Lacedelli Third: Daniela Zandegiacomo Second: Giulia Lacedelli Lead: Violetta Caldart Alternate: Marina Franziskus | Skip: Mirjam Boymans-Gast Third: Jacobyn Korthals Alks Second: Viola van den Hurk Lead: Anne Marie de Goede Alternate: Makira Mual | Skip: Dordi Nordby Third: Hanne Woods Second: Marianne Aspelin Lead: Cecilie Torhaug Alternate: Niclas Järund |
| Österreich | Schweden | Schweiz | Schottland |
| Skip: Edeltraud Koudelka Third: Margit Holzer Second: Anna Egger Lead: Elke Koudelka Alternate: Veronika Huber             | Skip: Anette Norberg Third: Cathrine Lindahl Second: Helena Klange Lead: Helene Granqvist Alternate: Elisabeth Norredahl     | Skip: Graziella Grichting Third: Selina Breuleux Second: Madlaina Breuleux Lead: Inger Müller Alternate: Claudia Biner             | Skip: Kirsty Addison Third: Edith Loudon Second: Joanna Pegg Lead: Katie Loudon Alternate: Jackie Lockhart    |

#### Gruppe B
| Bulgarien | Luxemburg | Russland |
| --- | --- | --- |
| Skip: Marina Karagiozova Third: Zvetelina Karagiozova Second: Rumiana Atanasova Lead: Rousiana Rouskova Alternate: Anna Tzaneva | Skip: Stefanie Bless Third: Karen Wauters Second: Maggy Schweich Lead: Marianne Broman Alternate: Colleen Towns | Skip: Tatiana Smirnova Third: Irina Kolesnikova Second: Marina Tcherepanova Lead: Ekaterina Lissitskaia Alternate: Jury Shouliko |
| Tschechien | Wales | |
| Skip: Eva Petráková Third: Lenka Sáfránková Second: Pavla Rubasova Lead: Vera Ruzková Alternate: Jana Svobodá                   | Skip: Anne-Marie Christian Third: Margaret Meikle Second: Avis Elaine France Lead: Diana Houlbrooke             | |

### Round Robin

#### Gruppe A 1
| Schlüssel | Schlüssel          |
| --------- | ------------------ |
|           | Viertelfinale      |
|           | Challenge Play-off |

| Draw | Begegnung                | Resultat | Begegnung                | Resultat | Begegnung               | Resultat |
| ---- | ------------------------ | -------- | ------------------------ | -------- | ----------------------- | -------- |
| 1    | Schweden – England       | 11-3     | Schottland – Niederlande | 12-9     | Frankreich – Finnland   | 14-6     |
| 2    | Schweden – Finnland      | 9-4      | England – Niederlande    | 8-7      | Schottland – Frankreich | 8-0      |
| 3    | Finnland – Niederlande   | 10-8     | Schweden – Frankreich    | 6-3      | Schottland – England    | 10-4     |
| 4    | Frankreich – Niederlande | 10-1     | Schweden – Schottland    | 8-5      | Finnland – England      | 7-5      |
| 5    | Frankreich – England     | 11-3     | Schottland – Finnland    | 14-2     | Schweden – Niederlande  | 15-1     |

| Platz | Team        | Spiele | Siege | Ndlg. |
| ----- | ----------- | ------ | ----- | ----- |
| 1.    | Schweden    | 5      | 5     | 0     |
| 2.    | Schottland  | 5      | 4     | 1     |
| 3.    | Frankreich  | 5      | 3     | 2     |
| 4.    | Finnland    | 5      | 2     | 3     |
| 5.    | England     | 5      | 1     | 4     |
| 6.    | Niederlande | 5      | 0     | 5     |

#### Gruppe A 2
| Schlüssel | Schlüssel          |
| --------- | ------------------ |
|           | Viertelfinale      |
|           | Challenge Play-off |

| Draw | Begegnung             | Resultat | Begegnung              | Resultat | Begegnung                | Resultat |
| ---- | --------------------- | -------- | ---------------------- | -------- | ------------------------ | -------- |
| 1    | Schweiz – Dänemark    | 13-1     | Norwegen – Deutschland | 11-3     | Österreich – Italien     | 5-4      |
| 2    | Schweiz – Italien     | 10-4     | Norwegen – Dänemark    | 8-5      | Deutschland – Österreich | 10-2     |
| 3    | Norwegen – Italien    | 10-4     | Schweiz – Österreich   | 8-4      | Deutschland – Dänemark   | 4-3      |
| 4    | Norwegen – Österreich | 10-5     | Schweiz – Deutschland  | 5-3      | Dänemark – Italien       | 9-8      |
| 5    | Dänemark – Österreich | 8-2      | Deutschland -Italien   | 10-3     | Schweiz – Norwegen       | 8-4      |

| Platz | Team        | Spiele | Siege | Ndlg. |
| ----- | ----------- | ------ | ----- | ----- |
| 1.    | Schweiz     | 5      | 5     | 0     |
| 2.    | Norwegen    | 5      | 4     | 1     |
| 3.    | Deutschland | 5      | 3     | 2     |
| 4.    | Dänemark    | 5      | 2     | 3     |
| 5.    | Österreich  | 5      | 1     | 4     |
| 6.    | Italien     | 5      | 0     | 5     |

#### Gruppe B
| Schlüssel | Schlüssel          |
| --------- | ------------------ |
|           | Challenge Play-off |

| Draw | Begegnung              | Resultat | Begegnung              | Resultat |
| ---- | ---------------------- | -------- | ---------------------- | -------- |
| 1    | Tschechien – Luxemburg | 12-3     | Bulgarien – Wales      | 13-11    |
| 2    | Bulgarien – Russland   | 14-5     | Wales – Tschechien     | 13-3     |
| 3    | Luxemburg – Bulgarien  | 9-8      | Russland – Wales       | 10-3     |
| 4    | Tschechien – Russland  | 10-5     | Luxemburg – Wales      | 8-7      |
| 5    | Luxemburg – Russland   | 15-5     | Tschechien – Bulgarien | 9-8      |

| Platz | Team       | Spiele | Siege | Ndlg. |
| ----- | ---------- | ------ | ----- | ----- |
| 1.    | Tschechien | 4      | 3     | 1     |
| 2.    | Luxemburg  | 4      | 3     | 1     |
| 3.    | Bulgarien  | 4      | 2     | 2     |
| 4.    | Russland   | 4      | 1     | 3     |
| 5.    | Wales      | 4      | 1     | 3     |

#### Challenge Play-off
Die Sieger stehen im Viertelfinale, die Verlierer spielen um Rang 11.
| Spiel | Begegnung             | Resultat |
| ----- | --------------------- | -------- |
|       | Tschechien – Finnland | 10-1     |
|       | Dänemark – Luxemburg  | 10-5     |

### Play-off

#### Um Rang 1–4
|  | Viertelfinale | Viertelfinale | Viertelfinale |  |  | Halbfinale | Halbfinale  | Halbfinale |  |  | Finale           | Finale           | Finale           |
|  |               |               |               |  |  |            |             |            |  |  |                  |                  |                  |
|  |               | Dänemark      | 8             |  |  |            |             |            |  |  |                  |                  |                  |
|  |               | Schweden      | 2             |  |  |            |             |            |  |  |                  |                  |                  |
|  |               |               |               |  |  |            | Dänemark    | 9          |  |  |                  |                  |                  |
|  |               |               |               |  |  |            | Norwegen    | 2          |  |  |                  |                  |                  |
|  |               | Norwegen      | 8             |  |  |            |             |            |  |  |                  |                  |                  |
|  |               | Frankreich    | 1             |  |  |            |             |            |  |  |                  |                  |                  |
|  |               |               |               |  |  |            |             |            |  |  |                  | Dänemark         | 8                |
|  |               |               |               |  |  |            |             |            |  |  |                  | Deutschland      | 4                |
|  |               | Deutschland   | 8             |  |  |            |             |            |  |  |                  |                  |                  |
|  |               | Schottland    | 2             |  |  |            |             |            |  |  |                  |                  |                  |
|  |               |               |               |  |  |            | Deutschland | 8          |  |  |                  |                  |                  |
|  |               |               |               |  |  |            | Schweiz     | 4          |  |  | Spiel um Platz 3 | Spiel um Platz 3 | Spiel um Platz 3 |
|  |               | Schweiz       | 7             |  |  |            |             |            |  |  |                  | Norwegen         | 6                |
|  |               | Tschechien    | 3             |  |  |            |             |            |  |  |                  | Schweiz          | 6                |

#### Um Rang 5–8
|  | Halbfinale | Halbfinale | Halbfinale |  |          | Spiel um Rang 5 | Spiel um Rang 5 | Spiel um Rang 5 |
|  |            |            |            |  |          |                 |                 |                 |
|  |            |            |            |  |          |                 |                 |                 |
|  |            | Schweden   | 8          |  |          |                 |                 |                 |
|  |            | Frankreich | 1          |  |          |                 |                 |                 |
|  |            |            |            |  | Schweden | 10              |                 |                 |
|  |            |            |            |  |          | Schottland      | 7               |                 |
|  |            | Schottland | 8          |  |          |                 |                 |                 |
|  |            | Tschechien | 3          |  |          | Spiel um Rang 7 | Spiel um Rang 7 | Spiel um Rang 7 |
|  |            |            |            |  |          | 3               | Frankreich      | 9               |
|  | 4          | Tschechien | 4          |  |          |                 |                 |                 |
|  |            |            |            |  |          |                 |                 |                 |

#### Platzierungsspiele
| Spiel      | Begegnung             | Resultat |
| ---------- | --------------------- | -------- |
| um Rang 9  | Österreich – Finnland | 8-6      |
| um Rang 11 | England – Luxemburg   | 12-5     |

### Endstand
Die ersten 12 spielen 1995 in der Gruppe A
| Platz | Land        |
| ----- | ----------- |
| 1     | Dänemark    |
| 2     | Deutschland |
| 3     | Norwegen    |
| 4     | Schweiz     |
| 5     | Schweden    |
| 6     | Schottland  |
| 7     | Frankreich  |
| 8     | Tschechien  |
| 9     | Österreich  |
| 10    | Finnland    |
| 11    | England     |
| 12    | Luxemburg   |
| 13    | Italien     |
| 13    | Niederlande |
| 15    | Bulgarien   |
| 16    | Russland    |
| 17    | Wales       |